# Cycling Ireland
Cycling Ireland (irisch Rothaíocht Éireann) ist der Radsportverband Irlands. Sein Zuständigkeitsbereich erstreckt sich über die gesamte Insel, d. h. über den Staat Irland sowie über das zum Vereinigten Königreich gehörende Nordirland. Als solcher vertritt er die Insel im internationalen Radsport, wo seine Sportler unter dem Namen Irland und der Flagge Irlands antreten.

## Organisation
Cycling Ireland ist in vier regionale Unterverbände gegliedert, die in den historischen Provinzen Connacht, Leinster, Munster und Ulster operieren. Der Verband wird von den staatlichen Sport-Institutionen beider Länder, Sport Ireland und Sport Northern Ireland unterstützt. Er ist Mitglied des Radsport-Weltverbands UCI und des Europäischen Radsportverbands UEC und mit der Olympic Federation of Ireland assoziiert. Der Verband organisiert Radsport-Veranstaltungen in ganz Irland, darunter die irischen Meisterschaften, und entsendet irische Nationalmannschaften zu Welt- und Europameisterschaften oder Olympischen Spielen.
Die Nationalmannschaft besteht aus Sportlern beider Länder. Eine wichtige Rolle spielen auch in Großbritannien oder anderen Ländern geborene Sportler, die aufgrund ihrer Abstammung für Irland startberechtigt sind; so waren 14 von 15 der irischen Meister im Straßenrennen von 2008 bis 2022 im Ausland geboren. Sportler aus Nordirland können auf ihrer Lizenz die britische Nationalität angeben, in welchem Fall sie international für British Cycling antreten, den Radsportverband Großbritanniens.
Die Organisationsform als all-irischer Sportverband ist in Irland nicht ungewöhnlich: Bei Olympischen Spielen ist Irland mit der Olympic Federation of Ireland als ganze Insel vertreten, und in Sportarten wie Cricket, Hockey oder Rugby gibt es all-irische Nationalmannschaften, wenngleich diese meist unter eigenen Verbandsflaggen spielen.